# Save the last dance for me (John Rowles)
Save the last dance for me is een single van John Rowles. Het is afkomstig van zijn album That lovin’ feeling. Het was Johnny Artheys versie van Save the last dance for me van The Drifters. De versie van Rowles was een klein hitje in België. Het was bij de Nieuw-Zeelandse artiest niet bekend, dat het nummer als single was uitgegeven.